# Gogo-formatie

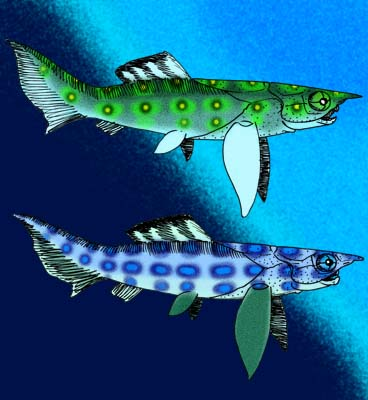
Camuropiscis

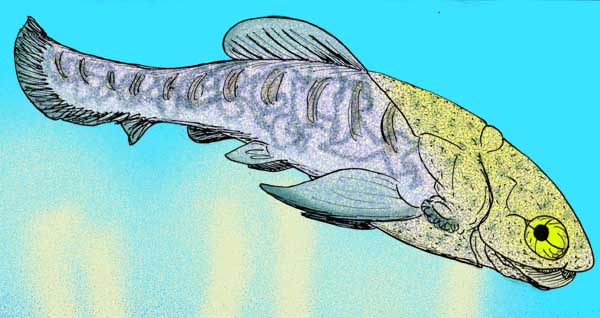
Incisoscutum

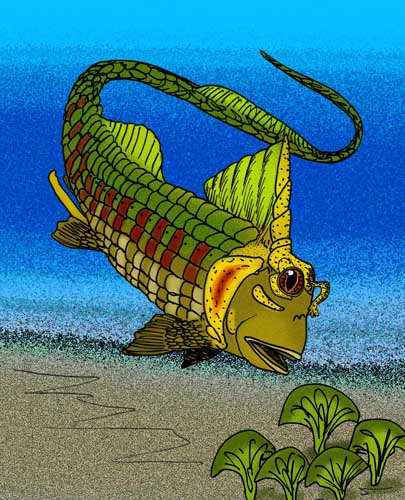
Campbellodus

De Gogo-formatie is een geologische formatie in de Kimberley-regio in de Australische deelstaat West-Australië die afzettingen uit het Laat-Devoon omvat. Het is samen met de Mandagery-formatie in New South Wales de belangrijkste vindplaats van fossielen van vissen uit het Devoon in Australië.

## Kenmerken
De Gogo-formatie dateert uit het Frasnien, 365 tot 380 miljoen jaar geleden. Het geldt als een Lagerstätte vanwege de uitstekende preservatie van een leefgemeenschap van een tropisch koraalrif, dat tijdens het Laat-Devoon langs de noordelijk rand van het supercontinent Gondwana lag. De formatie is vernoemd naar het Gogo-veestation, waar de afzettingen aan de oppervlakte komen.

## Chronologie van de vondsten
De eerste vondsten in de Gogo-formatie werden in de jaren veertig van de twintigste eeuw gedaan. Pas in de jaren zestig kwam door betere preparatietechnieken de uitstekende kwaliteit van de fossielen naar voren. Bij verdere studies vanaf de jaren tachtig is een groot aantal nieuwe soorten beschreven op basis van vondsten in de Gogo-formatie.

## Fossielen
De fossielen van de Gogo-formatie zijn van uitstekende kwaliteit en tonen driedimensionale overblijfselen van zowel benige delen als zacht weefsel, tot zenuwen en een embryo met navelstreng van Materpiscis aan toe. Meer dan vijftig soorten vissen zijn beschreven aan de hand van vondsten in de Gogo-formatie, met name pantservissen. Ook fossielen van geleedpotigen zoals zeeschorpioenen en garnaalachtigen zijn gevonden, evenals weekdieren zoals nautilussen.

### Pantservissen
De pantservissen zijn de best vertegenwoordigde groep in het fossielenbestand van de Gogo-formatie met de Arthrodira (25% van de vissenfossielen), Antiarchi (10%) en de Ptyctodontida (5%). Het merendeel was kleiner dan een meter en voedde zich met schaaldieren en weekdieren. Er zijn echter ook grotere pantservissen bekend uit de Gogo-formatie, zoals de meer dan twee meter lange carnivoor Eastmanosteus. De goede kwaliteit van de fossielen heeft veel informatie opgeleverd over het uiterlijk, leefwijze en voortplanting van deze groep vissen. Embryo's zijn gevonden van Materpiscis en Incisoscutum en vormt bewijs voor levendbarendheid bij in ieder geval een deel van de pantservissen. Bij Incisoscutum zijn bovendien "claspers" gevonden, uitwendige mannelijke voortplantingsorganen. De familie Camuropiscidae is uniek voor de Gogo-formatie. Bothriolepis had in het Devoon een wijd verspreidingsgebied en is op veel fossielenlocaties een algemene soort, met name in afzettingen van zoetwatergebieden. In de Gogo-formatie is deze pantservis een zeldzaamheid en alleen gevonden in gesteente dat afgezet is aan de randen van het rif. Mogelijk betreft het dieren die via het rif naar de ene naar de andere riviermonding trokken. Mcnamaraspis is het staatsfossiel van West-Australië.
- Antiarchi: Bothriolepis
- Arthrodira: 
  - Camuropiscidae: Camuropiscis, Fallacosteus, Latocamurus, Rolfosteus, Simosteus, Tubonasus
  - Plourdosteidae: Compagopiscis, Goujetoesteus,  Harrytoombsia, Kimberleyichthys, Mcnamaraspis,
  - Overige families: Bruntonichthys, Bullerichthys, Eastmanosteus,  Holonema, Incisoscutum, Kendrichthys, Pinguosteus
- Ptyctodontida: Austroptyctodus, Campbellodus, Materpiscis

### Beenvissen
Meerdere typen kwastvinnigen zijn bekend uit de Gogo-formatie. De longvissen waren het algemeenst en het diverst met 20% van de vissenfossielen en de geslachten Asthenorhynchus, Griphognathus, Rhinodipterus, Robinsondipterus en Xeradipterus. Andere kwastvinnigen uit de Gogo-formatie zijn de coelacant Diplocercides, Gogonasus uit de Osteolepiformes en de tot vier meter grote carnivoor Onychodus.
Straalvinnigen waren in het Devoon nog weinig divers en zouden pas na de massa-extinctie aan het einde van het Devoon echt tot ontwikkeling komen. Desondanks waren ze wel algemeen en 24% van de vissenfossielen in de Gogo-formatie behoort tot aan straalvinnige vissen. Gogosardina, Moythomasia en Mimipiscis zijn straalvinnigen behorend tot de Palaeoniscidae uit de Gogo-formatie.

### Overige vissen
Gogoselachus was in 2015 de eerste haai uit de Gogo-formatie die werd beschreven. De verwantschap van deze haai met de andere haaien is onduidelijk. Halimacanthodes is de enige bekende vertegenwoordiger van de Acanthodii of stekelhaaien.